# Aeródromo Licancel
El Aeródromo Licancel (OACI: SCKN) es un terminal aéreo ubicado cerca de Licantén, en la Provincia de Curicó, Región del Maule, Chile. Es de propiedad pública.